# Kis fazekasmadár
A kis fazekasmadár (Furnarius minor) a madarak (Aves) osztályának verébalakúak (Passeriformes) rendjébe a fazekasmadár-félék (Furnariidae) családjába tartozó faj.

## Rendszerezése
A fajt August von Pelzeln osztrák ornitológus írta le 1858-ban, Furnarius Opetiorhynchus minor néven.

## Előfordulása
Brazília, Kolumbia, Ecuador és Peru területén honos.  Állandó, nem vonuló faj. A természetes élőhelye a szubtrópusi és trópusi nedves bokrosok, valamint vizes élőhelyek.

## Megjelenése
Átlagos testhossza 13 centiméter, testtömege 23-29 gramm.
|  |